# 人民同盟 (ロシア)
| 人民同盟 Народный Союз | 人民同盟 Народный Союз              |
| ---------------------- | ----------------------------------- |
| 党首                   | セルゲイ・バブーリン                |
| 成立年月日             | 2001年12月 （2007年3月党名変更）    |
| 党本部所在地           | モスクワ                            |
| 政治的立場             | 国家主義、保守主義 pochvennichestvo |
| シンボル               | 党のロゴ                            |
| 色（イメージカラー）   | 黒                                  |
| 国際提携               | 特になし                            |
| ウェブサイト           | http://www.partia-nv.ru/            |

人民同盟（人民連合、ロシア語: Народный Союз）は、ロシアの政党。前身は、2001年にセルゲイ・バブーリンによって結成された民族主義政党、国家再生党「人民の声」（ロシア語: Партия Национального Возрождения «Народная Воля»）。
2001年、4つの愛国・民族主義小政党が合同して結成された。2003年9月、人民の声は左派・愛国派の政治ブロック「祖国」（ロージナ）に加わる。しかし「祖国」の多数派が中道左派色の強い公正ロシアの結成に加わった際には、保守的、愛国・民族主義的な傾向が強かったために行動を共にせず、下院に独自の会派を作った。
人民の声はウクライナのナターリア・ヴィトレンコ人民反対派ブロック、フランスの国民戦線、そしてセルビア急進党などとの国際的連携を表明していた。
2007年3月26日、「人民同盟」Народный Союзに名称を変更した。新党は2007年ロシア下院選挙に参加することを宣言したが、中央選挙管理委員会によって選挙に参加することが不許可となり、ロシア連邦共産党の支持に回った。
2008年12月、政党としては解散し政治運動として再出発することとなった。